# Marsz dla Życia i Rodziny

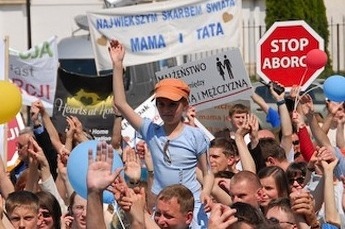
Uczestnicy marszu w 2007 roku

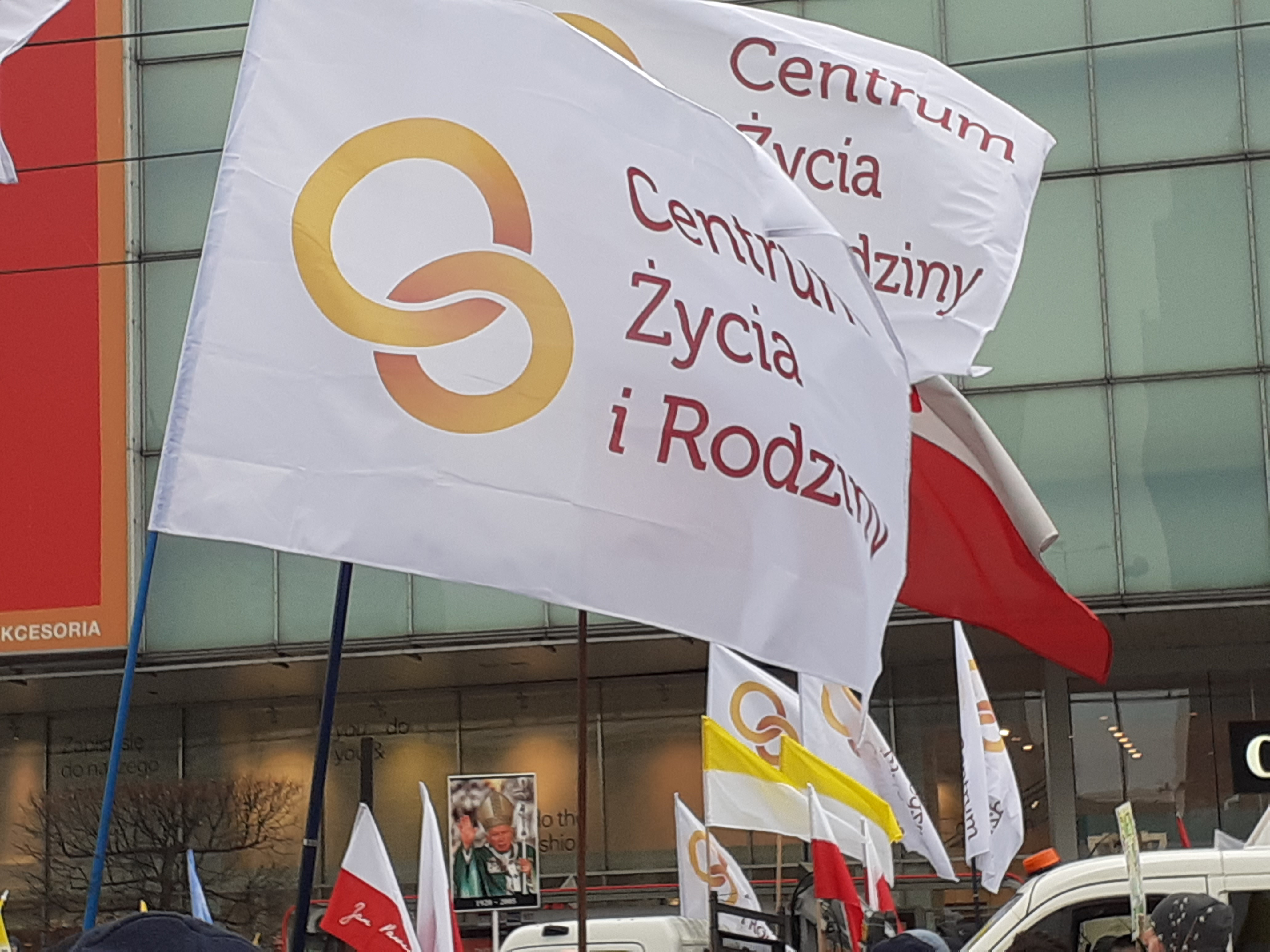
Flagi Centrum Życia i Rodziny, organizatora marszów

Marsz dla Życia i Rodziny – manifestacja w postaci przemarszu ulicami Warszawy i wielu innych miast Polski (ponad 40 w 2012 r.), w 2006 uzupełniona także przez koncert. Marsz jest manifestacją przywiązania do wartości rodzinnych oraz poszanowania życia od poczęcia do naturalnej śmierci. Organizatorem Marszu w Warszawie jest Fundacja Centrum Życia i Rodziny, która jest jednocześnie koordynatorem i partnerem pozostałych Marszów w Polsce.

## Marsz w kolejnych latach

### 4 czerwca 2006
Pierwszy marsz odbył się 4 czerwca 2006 w Warszawie. Wzięło w nim udział (według KAI) ponad 2000 osób, głównie młodych ludzi, rodzin i przedstawicieli organizacji pozarządowych, a także politycy prawicowi. Hasłem marszu było „Hej, hej, hej, rodzina jest OK!”. Uczestnicy nieśli transparenty z napisami „Życie jest super”, „Chłopak i dziewczyna to normalna rodzina”, „Stop dewiacjom”. Marsz zakończył się koncertem na warszawskim placu Teatralnym, na którym wystąpiła m.in. Justyna Steczkowska. Koncert odbył się dzięki wsparciu finansowemu z budżetu państwa.

### 20 maja 2007
Marsz odbył się 20 maja 2007 w Warszawie. Wzięło w nim udział według policji ok. 600 osób, zaś według organizatorów około 4000 osób w różnym wieku, w tym rodzin z dziećmi. Uczestnicy przeszli spod Sejmu RP do Rynku Nowego Miasta. W marszu wziął udział wicepremier Roman Giertych, a także inni prawicowi posłowie jak Wojciech Wierzejski, Marian Piłka czy Artur Zawisza. Jak podają organizatorzy obecni byli przedstawiciele wielu organizacji, w tym KoLiber, Kobiety dla Kobiet, Rycerze Kolumba, Misja Służby Rodzinie, Przeznaczeni.pl, Grupa „Człowiek tak – homoseksualizm nie”, Stowarzyszenie Konar, Fundacja Nazaret, Fundacja Pełna Chata, Bielańskie Stowarzyszenie Rodzin Wielodzietnych.
Uczestnicy domagali się ulg podatkowych dla rodzin wielodzietnych. Rzecznik Marszu stwierdził, że „marsz nie jest skierowany przeciwko homoseksualistom”, za to Roman Giertych powiedział iż „Jestem tutaj, ponieważ popieram rodzinę i uważam, że trzeba przeciwstawić się temu co było wczoraj, że wstrętni pederaści przyjechali tutaj z wielu krajów i próbowali narzucić nam swoją propagandę”. Wypowiedź tę wymieniono wśród faktów homofobicznych w raporcie Eukacja – trudne lata. Maj 2006 – wrzesień 2007 przygotowanym przez Stowarzyszenie Edukatorów.
W marszu wzięli udział także przedstawiciele z Niemiec, Włoch, Francji, Białorusi, Chile, Argentyny, Peru i Stanów Zjednoczonych (m.in. Family Life Mission). Marszowi towarzyszyła orkiestra, oraz platforma z muzyką, m.in. hip-hopem. Uczestnicy nieśli transparenty z napisami: „Stop dewiacji”, „Stop aborcji”, wznosili hasła „Małżeństwo tylko między kobietą a mężczyzną”, „Chłopak i dziewczyna to prawdziwa rodzina”, „Człowiekowi tak – homoseksualistom nie”, „Homofobia jest OK”.

### 25 maja 2008
Trzeci z kolei Marsz odbył się 25 maja 2008 roku. Poprzedził go m.in. pokaz filmów o aborcji, cudownych objawieniach oraz o „cywilizacji śmierci” na przykładzie aktualnej sytuacji prawno-społecznej w Szwecji, a także konferencja naukowa zorganizowana na UKSW o aborcji i naprotechnologii. Marsz wyruszył z Nowego Światu i przemierzając kolejne ulice dotarł na Podzamcze, gdzie odbył się Piknik Rodzinny. W marszu uczestniczyli przedstawiciele organizacji prorodzinnych, zarówno z Polski, jak i z zagranicy. Według policji demonstracja zgromadziła niespełna tysiąc uczestników, zaś według organizatorów – około czterech tysięcy.

### 31 maja 2009
Czwarta edycja marszu odbyła się 31 maja 2009, pod hasłem W kryzysie stawiam na rodzinę. Według organizatorów marsz zebrał 3 tysiące osób. Uczestnicy wyruszyli z ulicy Nowy Świat, przeszli przez Krakowskie Przedmieście ulicą Miodową i Świętojerską do Ogrodu Krasińskich. Ze względu na złe warunki pogodowe zrezygnowano z niektórych elementów przewidzianych na zakończenie marszu.

### 30 maja 2010
Piąty Marsz odbył się 30 maja 2010 pod hasłem „Państwo przyjazne rodzinie” i zgromadził według organizatorów około 4-5 tysięcy osób. Organizatorzy zwrócili uwagę na nowelizację ustawy o przeciwdziałaniu przemocy w rodzinie, która według nich wprowadza możliwość znacznej ingerencji państwa w życie rodzin. Marsz zakończył się w Mieście Miłosierdzia – festiwalu filantropii, podczas którego swoją działalność prezentowało ponad 80 organizacji pozarządowych. Imprezy związane z Marszem odbyły się także w Białymstoku i Rzeszowie.

### 29 maja 2011
W szóstym marszu, który odbył się 29 maja 2011 wzięło udział według KAI 2,5 tysiąca osób, natomiast według organizatorów 20 tysięcy. Hasłem marszu było „Polska woła o ludzi sumienia” nawiązujące do słów wypowiedzianych w 1995 przez Jana Pawła II w Skoczowie. Pod koniec uczestnicy podpisywali list otwarty do posłów, apelujący o odnowę moralną Polski, o szczególną wrażliwość na sprawy rodziny i nie wykluczanie ze społeczeństwa najmłodszych obywateli poprzez odbieranie im prawa do narodzin.

### 3 czerwca 2012

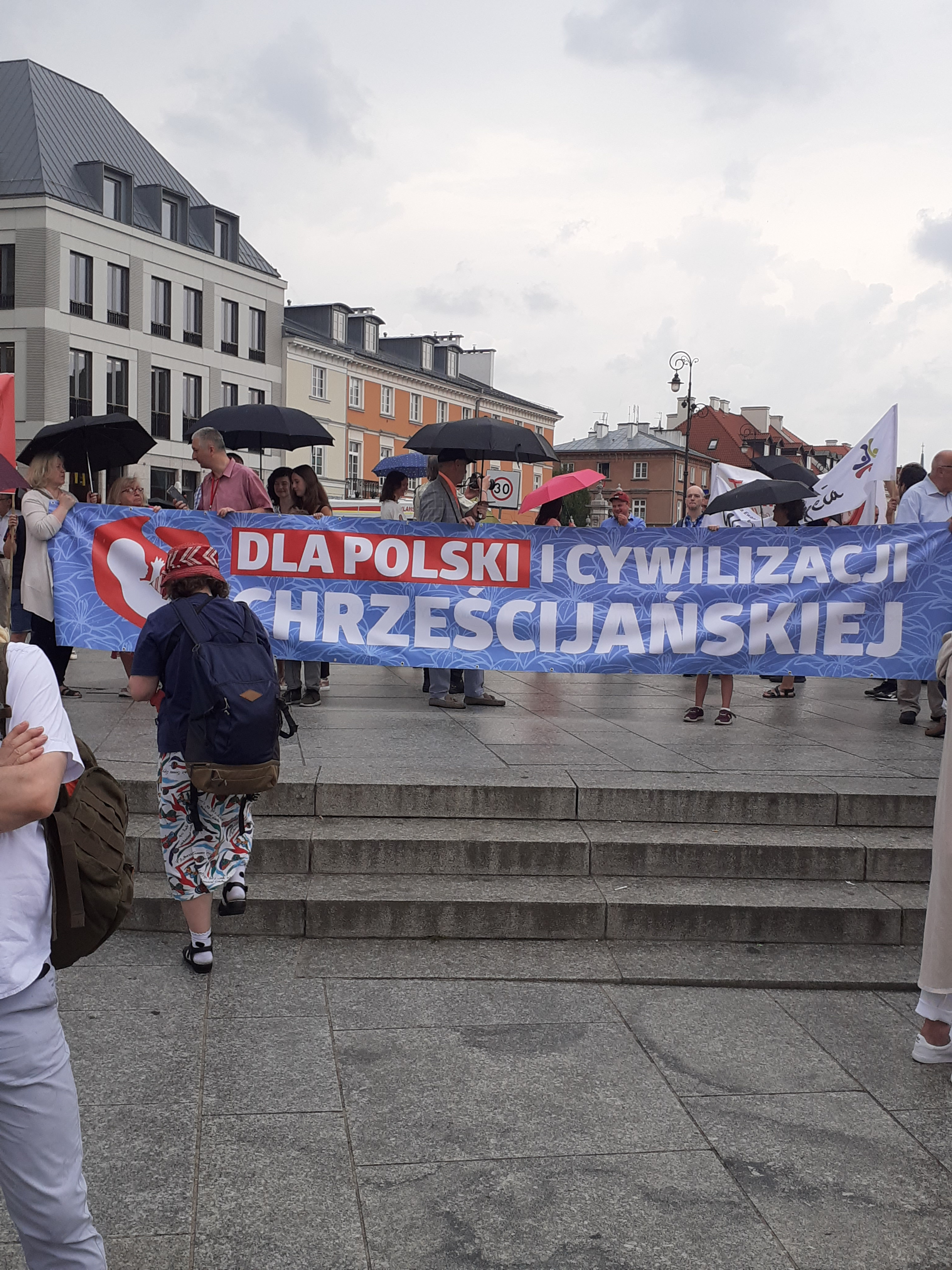
Marsz dla Życia i Rodziny w Warszawie (2023).

Siódma edycja Marszu odbyła się 3 czerwca 2012 w 40 miastach Polski. Warszawska edycja zgromadziła według organizatorów około 10 tysięcy osób, głównie rodziców z dziećmi. Przesłanie do uczestników Marszu przygotowali m.in. papież Benedykt XVI oraz arcybiskup warszawski Kazimierz Nycz. Hasłem marszów było „Rodzina receptą na kryzys”.

### 14 października 2012
Z okazji Dnia Papieskiego Marsz dla Życia i Rodziny odbył się w Krakowie. Według szacunków policji wzięło z nim udział około trzech tysięcy osób. Manifestację zorganizowały środowiska katolickie i pro-life.

### 26 maja 2013
Ósma edycja Marszu odbyła się w przeszło 100 miastach Polski. W warszawskim marszu uczestniczyło około 10 tysięcy osób.

### 22 września 2020
Mimo pandemii koronawirusa również w 2020 odbył się Marsz, hasłem tegorocznej edycji było „Wspólnie brońmy rodziny”. W warszawskim Marszu wzięło udział ponad 5 tys. osób, w tym prezydent Andrzej Duda.

### 16 czerwca 2024
W Warszawie oraz w kilku innych miastach odbył się marsz pod hasłem: „Zjednoczeni dla życia, rodziny, Ojczyzny”.